# Frederick Gye
Frederick Gye (Finchley, Middlesex, 1810 - Londres, 1878) va ser un empresari i director d'òpera anglès que durant molts anys va dirigir el que avui és la Royal Opera House, Covent Garden, a Londres.
Frederick Gye era fill d'un empresari en el sector del vi i del te. La prioritat de Gye era aconseguir que el seu teatre fos considerat, per públic i artistes, com el principal teatre d'òpera de Londres, en detriment de l'altre teatre de la ciutat, el Her Majesty's Theatre. Gye va escriure uns detallats diaris durant tot el temps que va estar al cim. Aquests diaris han sobreviscut i mostres multitud de dades sobre el món de l'òpera de mitjans de l'època victoriana.